# 사르코파구스

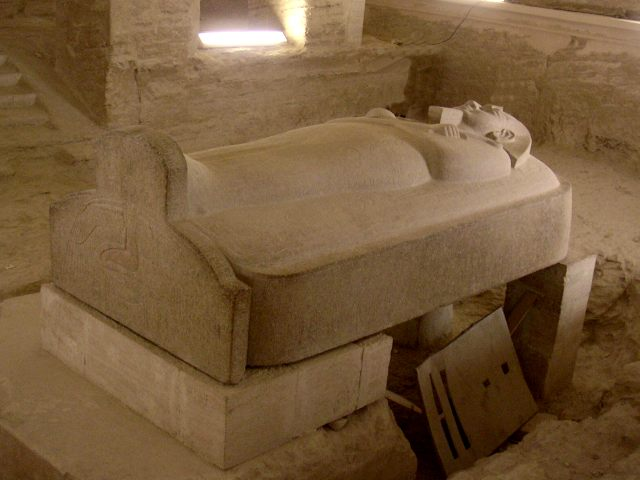
파라오 메르넵타의 석관

사르코파구스(sarcophagus)는 시체를 수용하는 상자 모양의 물건이나 관이다. 모든 종류의 사르코파구스가 돌로 된 것은 아니지만, 일반적으로 돌로 조각되어 있어서 석관(石棺) 또는 돌널이라고도 부른다. 사르코파구스는 본래 기원전 3000년대부터 오지나 나무를 이용하였으나, 돌로 된 석관은 아시리아 제국 이후부터 쓰였다. 사르코파구스는 "살"을 뜻하는 그리스어 낱말 σάρξ와 "먹다"를 뜻하는 φαγεῖν에서 비롯하는데, 이는 λίθος σαρκοφάγος(리토스 사르코파구스)의 어구에서 나온 것이다. lithos(리토스)가 그리스어로 돌을 뜻하므로 lithos sarcophagos는 살을 먹는 돌이라는 의미이다. 이 낱말은 내부에 시체의 살을 분해한다고 간주되어 특정한 종류의 석회암을 가리키기도 한다.

## 같이 보기
- 크립트
- 마우솔레움